# Tabivere (plaats)
Tabivere (Duits: Tabbifer) is een plaats in de Estlandse gemeente Tartu vald, provincie Tartumaa. De plaats heeft de status van groter dorp of ‘vlek’ (Estisch: alevik) en telt 891 inwoners (2021).
Tabivere was tot in 2017 de hoofdplaats van de gelijknamige gemeente. In dat jaar werd de gemeente bij de gemeente Tartu vald gevoegd.
De plaats ligt aan de noordoostelijke punt van het meer Saadjärv.

## Geschiedenis
Tabivere vormde oorspronkelijk één dorp met het zuidelijker gelegen Voldi. Het werd voor het eerst genoemd in 1582. Het hoorde bij het landgoed Tabivere (Estisch: Tabivere mõis of Voldi mõis). Het landgoed behoorde toe aan verscheidene Baltisch-Duitse families tot het in 1919 werd onteigend door het zojuist onafhankelijk geworden Estland.
Van het landgoed zijn het huis van de opzichter en de molen bewaard gebleven. Het landhuis bestaat niet meer. In het huis van de opzichter, dat in 1858 is gebouwd als poststation, is het plaatselijke museum gevestigd. Het laat de geschiedenis van Tabivere en omgeving zien.
Het dorp begon pas te groeien nadat het in 1876 een station kreeg aan de pas aangelegde spoorlijn Tapa - Tartu. In de jaren twintig van de 20e eeuw koos de Estische overheid definitief voor de naam Tabivere. In 1977 werd Tabivere gesplitst in een noordelijk deel, Tabivere, en een zuidelijk deel, Voldi. Tabivere kreeg daarbij de status van groter dorp (alevik), Voldi die van dorp (küla).

## Station
Tabivere heeft sinds 1876 een station aan de spoorlijn Tapa - Tartu. Het station heette oorspronkelijk station Voldi, maar in 1925 werd het herdoopt in station Tabivere. Het houten stationsgebouw staat al jaren leeg. Alleen de stoptreinen stoppen in Tabivere, de sneltreinen niet.

## Foto's

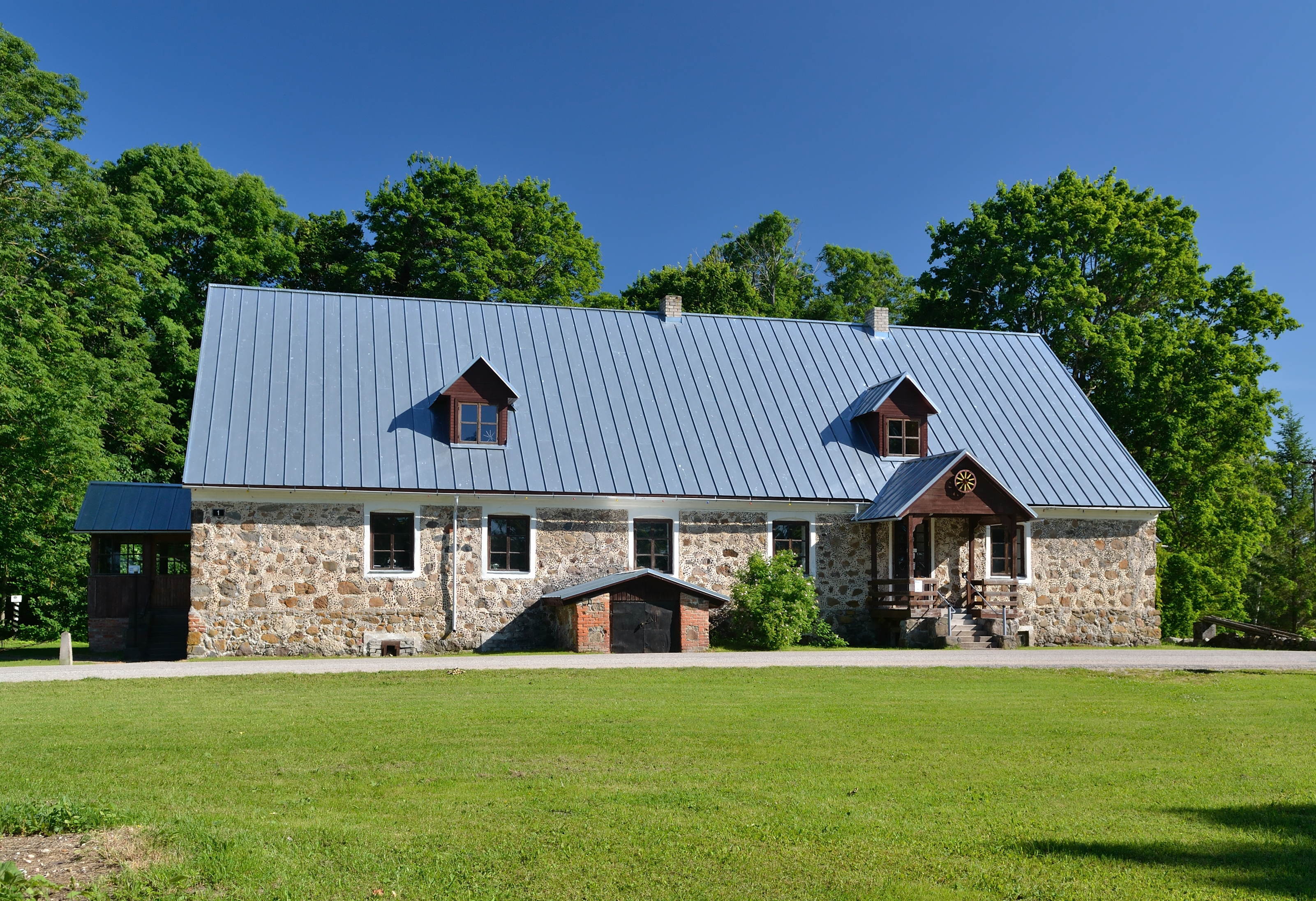
Het museum van Tabivere
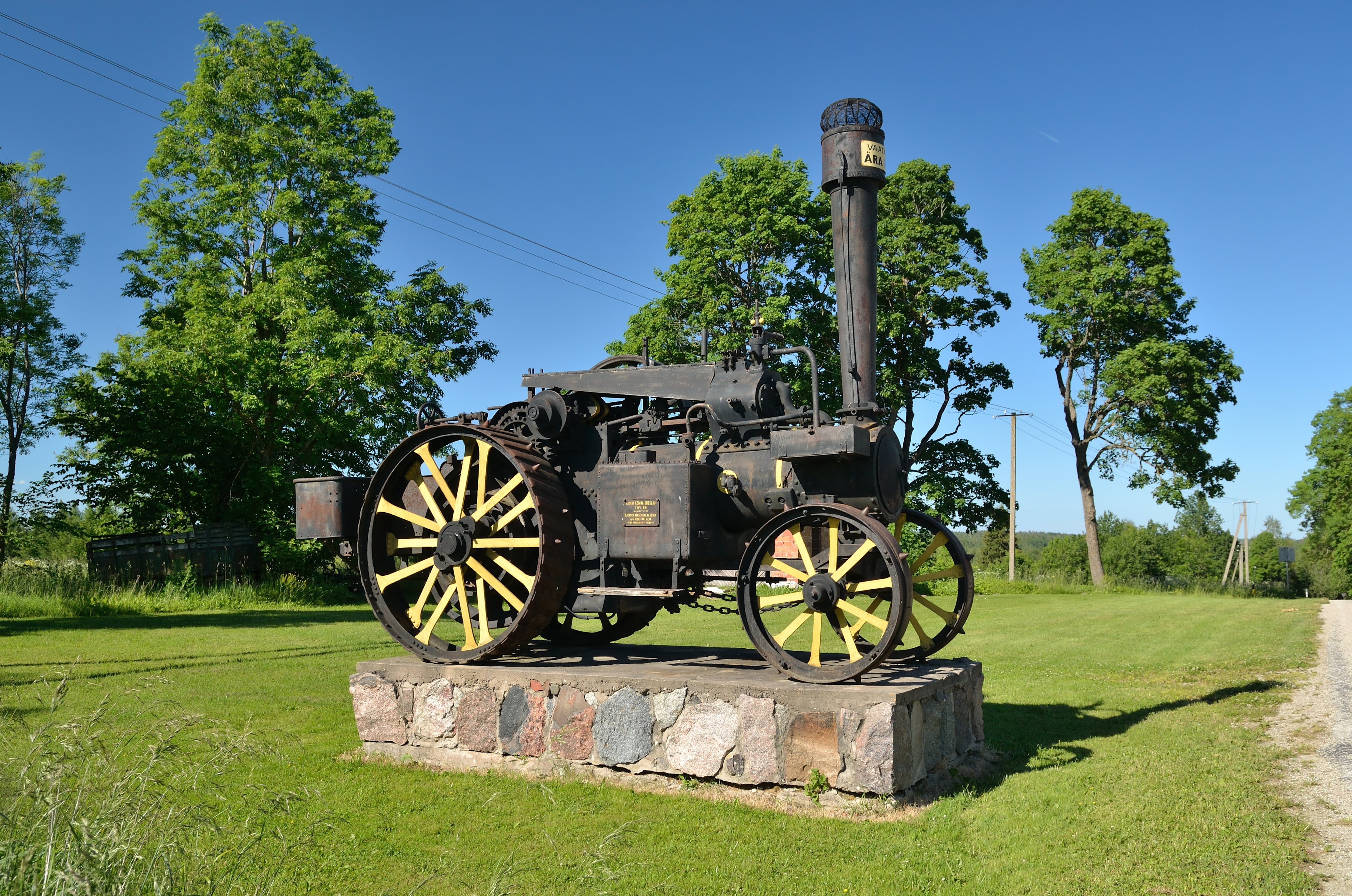
Stoomvoertuig Kemna Breslau type EM in de tuin van het museum
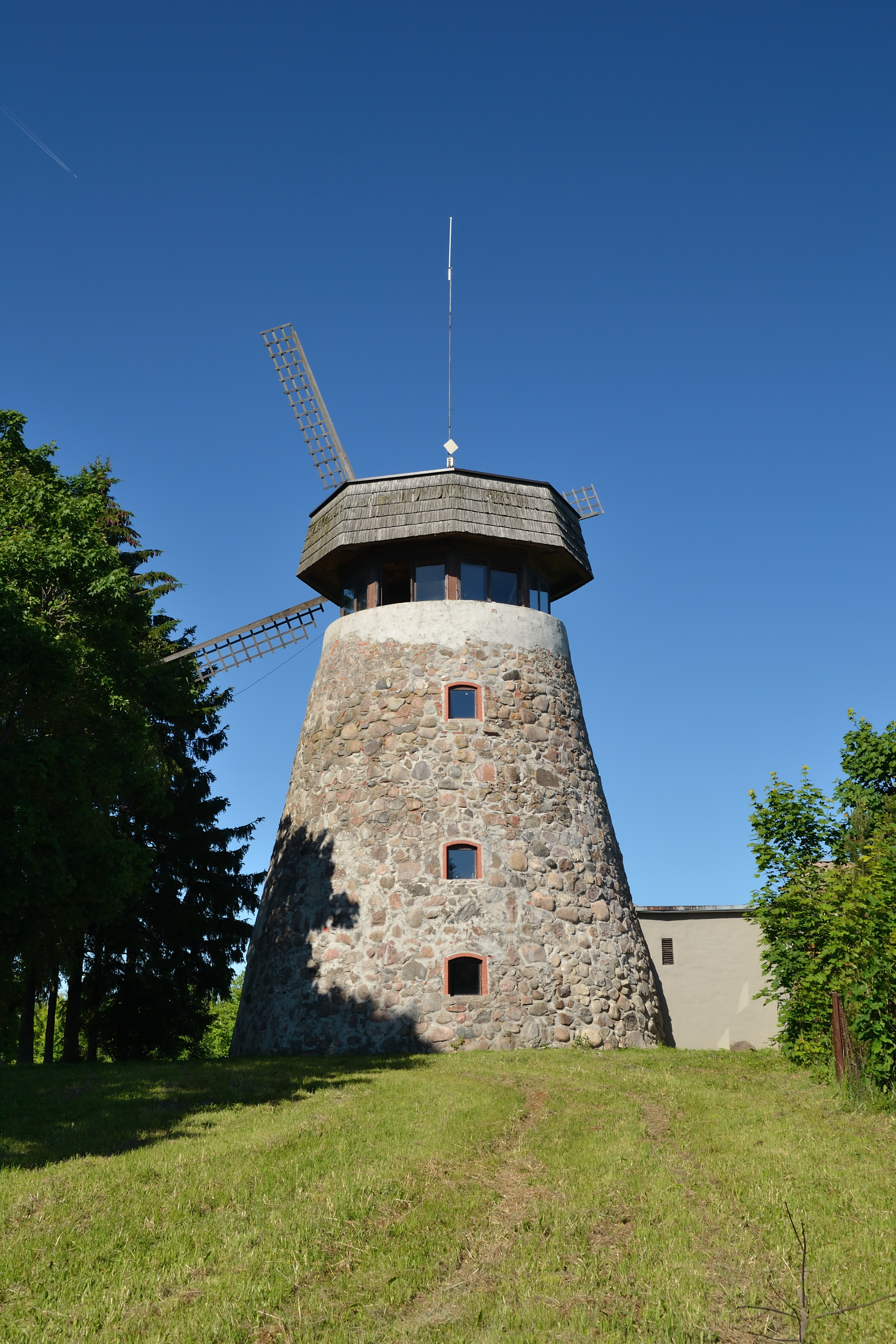
De molen van Tabivere
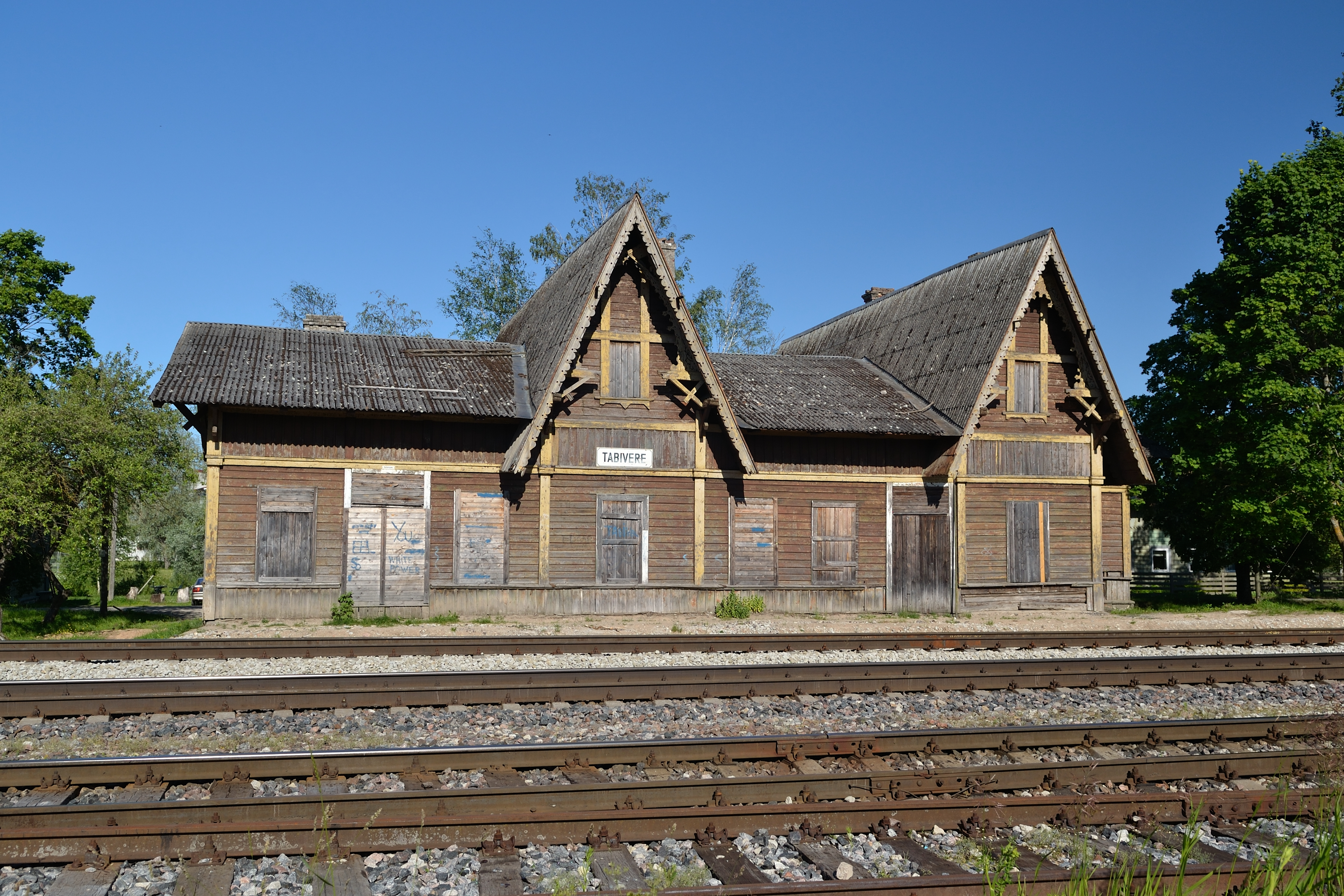
Het station van Tabivere